# Torneo de Brisbane 2016
El Brisbane International 2016 fue un evento de tenis ATP 250 en su rama masculina y WTA Premier en la femenina. Se disputó en Brisbane (Australia), en el complejo Queensland Tennis Centre y en cancha dura al aire libre, haciendo parte de un par de eventos que hacen de antesala al Abierto de Australia, entre el 3 de enero y 10 de enero de 2016 en los cuadros principales masculinos y femeninos, pero la etapa de clasificación se disputó desde el 1 de enero.

## Cabezas de serie

### Individuales masculinos
| Tenista       | Ranking | Preclasificado |
| Roger Federer | 3       | 1              |
| Kei Nishikori | 8       | 2              |
| Marin Čilić   | 13      | 3              |
| Milos Raonic  | 14      | 4              |
| Gilles Simon  | 15      | 5              |
| David Goffin  | 16      | 6              |
| Bernard Tomic | 18      | 7              |
| Dominic Thiem | 20      | 8              |

- Ranking del 28 de diciembre de 2015

### Dobles masculinos
| Tenista                             | Ranking | Preclasificada |
| Pierre-Hugues Herbert Nicolas Mahut | 25      | 1              |
| Henri Kontinen John Peers           | 39      | 2              |
| Lukasz Kubot Marcin Matkowski       | 40      | 3              |
| Dominic Inglot Robert Lindstedt     | 51      | 4              |

### Individuales femeninos
| Tenista              | Ranking | Preclasificada |
| Simona Halep         | 2       | 1              |
| Garbiñe Muguruza     | 3       | 2              |
| María Sharápova      | 4       | 3              |
| Angelique Kerber     | 10      | 4              |
| Timea Bacsinszky     | 12      | 5              |
| Carla Suárez Navarro | 13      | 6              |
| Belinda Bencic       | 14      | 7              |
| Roberta Vinci        | 15      | 8              |

- Ranking del 28 de diciembre de 2015

### Dobles femeninos
| Tenista                                  | Ranking | Preclasificada |
| Martina Hingis Sania Mirza               | 3       | 1              |
| Chan Hao-ching Chan Yung-jan             | 19      | 2              |
| Anastasiya Pavliuchenkova Yelena Vesnina | 35      | 3              |
| Andreja Klepač Alla Kudryavtseva         | 54      | 4              |

## Campeones

### Individuales masculinos
Milos Raonic venció a  Roger Federer por 6-4, 6-4

### Individuales femeninos
Victoria Azarenka venció a  Angelique Kerber por 6-3, 6-1

### Dobles masculinos
Henri Kontinen /  John Peers vencieron a  James Duckworth /  Chris Guccione por 7-6(4), 6-1

### Dobles femenino
Martina Hingis /  Sania Mirza vencieron a  Angelique Kerber /  Andrea Petković por 7-5, 6-1